# Jean-Léon Gérôme

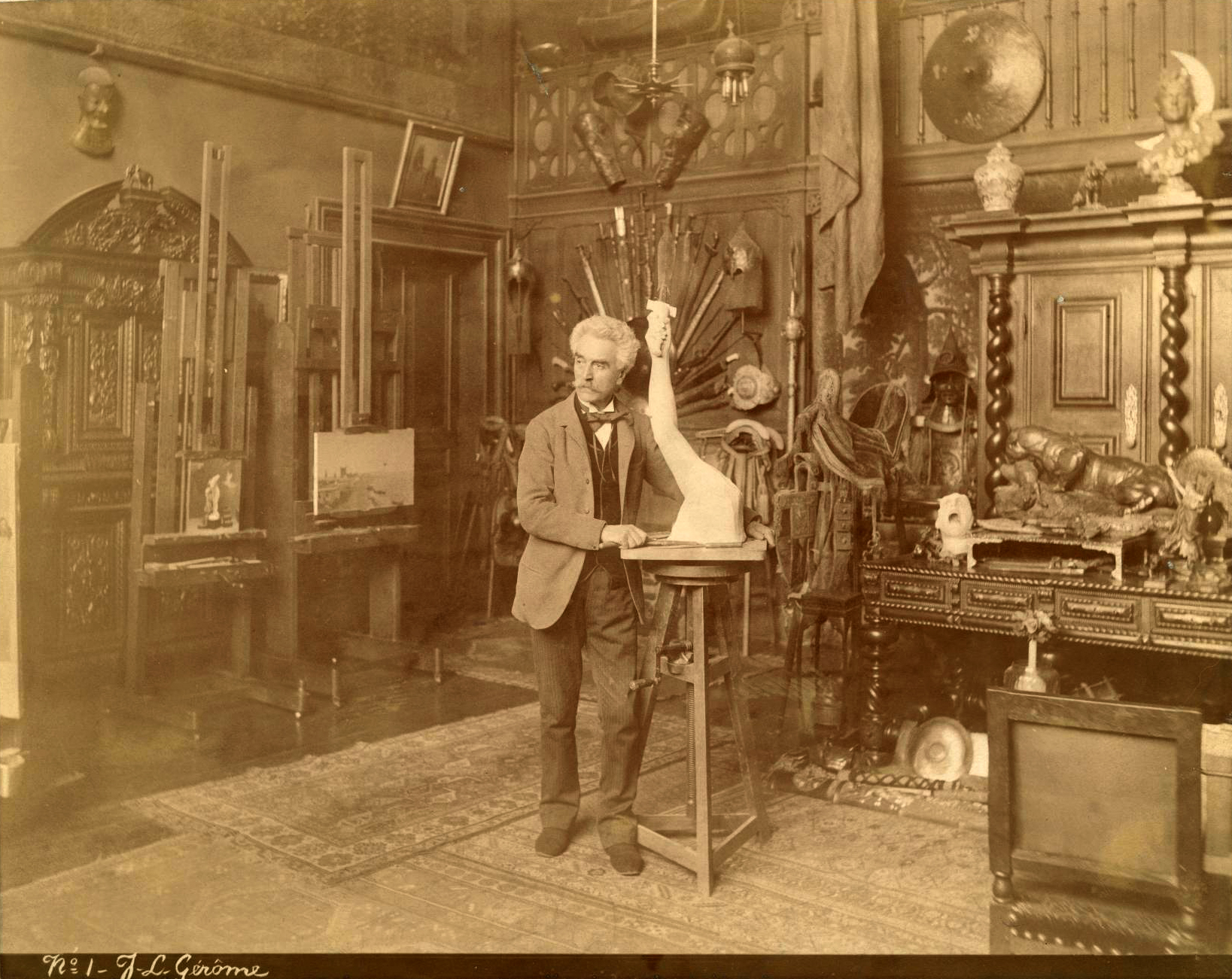
Jean-Léon Gérôme, fotografiado en su estudio, 1885-1890.

Jean-Léon Gérôme (Vesoul, 11 de mayo de 1824-París, 10 de enero de 1904) fue un pintor y escultor francés del estilo conocido actualmente como academicismo, cuyas obras son, por lo general, de tema histórico, mitológico, orientalismo, retratos y otros temas, con lo que lleva el academicismo tradicional a un clímax artístico. Es considerado uno de los pintores más importantes de este período académico, y además de ser pintor y escultor, fue también un maestro con una larga lista de estudiantes.

## Biografía

Mercado de esclavos, 1866.

Nació en Vesoul, Alto Saona, Francia, donde fue instruido por el artista y profesor local Claude-Basile Cariage, con quien realizó obras de suficiente calidad como para merecer una tutela más auspiciosa. Se fue a París en 1841 para estudiar en la Academia Julian, donde trabajó para Paul Delaroche, a quien acompañó en su viaje por Italia entre 1844 y 1845. A su regreso a Francia exhibió su obra Pelea de gallos, con la que ganó una medalla de tercera clase en 1847. Fue su primer premio. A su regreso a París en 1844, al igual que muchos alumnos de Delaroche, ingresó en el taller de Charles Gleyre, donde estudió durante un breve periodo. Posteriormente asistió a la École des Beaux-Arts. En 1846 intentó presentarse al prestigioso Prix de Rome, pero fracasó en la fase final porque su dibujo de figuras era inadecuado. En los años venideros su popularidad y prestigio fueron agrandándose, consiguiendo un gran reconocimiento por sus obras.
En 1852, Gérôme recibió el encargo de pintar un gran mural con un tema alegórico de su elección. La Edad de Augusto, el Nacimiento de Cristo, que combinaba el nacimiento de Cristo con naciones conquistadas rindiendo homenaje a Augusto, pudo tener la intención de halagar a Napoleón III, cuyo gobierno encargó el mural y a quien se identificaba como un «nuevo Augusto». Un considerable anticipo permitió a Gérôme viajar e investigar, primero en 1853 a Constantinopla, junto con el actor Edmond Got, y en 1854 a Grecia y Turquía y a orillas del Danubio, donde asistió a un concierto de reclutas rusos que hacían música bajo la amenaza de un latigazo.Bastantes de sus obras están inspiradas e impregnadas de lugares y entornos que el artista visitó en sus viajes.
En 1853, Gérôme se traslada a la Boîte à Thé, un conjunto de estudios situados en la calle Notre-Dame-des-Champs de París. Este lugar se convirtió en punto de encuentro de artistas, escritores y actores, donde George Sand entretenía a los compositores: Hector Berlioz, Johannes Brahms y Gioachino Rossini y a los novelistas Théophile Gautier e Ivan Turgenev.
A la Exposición Universal de 1855 contribuyó con Pifferaro, Pastor, y La edad de Augusto, el Nacimiento de Cristo, pero fue el modesto cuadro Recreación en un campamento ruso el que acaparó la mayor atención.
La reputación de Gérôme aumentó considerablemente en el Salón de París de 1857 con su exposición de Reclutas egipcios cruzando el desierto, Memnon y Sesostris, Camellos abrevando y La salida del baile de máscaras (adquirida por el duque de Aumale, actualmente en el Musée Condé de Chantilly; una copia realizada por Gérôme en 1859, El duelo después de la mascarada, se encuentra en el Walters Art Museum).
Con su obra ¡Ave César! Morituri te Salutant (1859) Gérôme intentó volver a los orígenes de su trabajo, pero el óleo no recibió demasiado interés por parte del público. Cuadros posteriores del pintor, no solo no le devolvieron su reputación perdida, sino que además consiguieron que parte del público se escandalizara por los temas que el artista seleccionaba para sus obras. Esto le trajo como consecuencia algunos ataques por parte de Paul de Saint-Victor y Maxime Du Camp. También en el Salón de 1861 expone Egipcio cortando paja y Rembrandt mordiendo un aguafuerte, dos obras muy minuciosamente acabadas.
En 1863, se casó con Marie Goupil (1842-1912), hija del marchante de arte internacional Adolphe Goupil, quien expandió su fama al imprimir reproducciones de sus cuadros. La pareja tuvo cuatro hijas y un hijo. Tras su matrimonio Gérôme se mudó a una casa en la calle de Bruselas, cerca del Folies Bergère. Esta gran casa tenía establos y un taller de escultura en la planta baja y un taller de pintura en la planta superior. Fue suegro del pintor Aimé Morot.
Gérôme fue nombrado uno de los tres profesores de la École des Beaux-Arts. Comenzó con dieciséis alumnos. Entre 1864 y 1904, más de 2.000 estudiantes recibieron al menos parte de su educación artística en el taller de Gérôme en la École des Beaux-Arts.
En 1872, Gérôme pintó Pollice Verso, un cuadro de gladiadores sangrientos y vírgenes vestales sedientas de sangre en el Coliseo que se convirtió en una de sus obras más famosas. Alexander Turney Stewart compró el cuadro a Gérôme por 80.000 francos, lo que supuso un nuevo récord para el artista. La imagen de Gérôme del pulgar girado para señalar la vida o la muerte de un gladiador caído se repitió en multitud de películas, desde la época del cine mudo hasta Gladiator, ganadora de un Oscar en 2000.
Aproximadamente de 1876 a 1890, Gérôme trabajó con frecuencia con la modelo Emma Dupont, que posó para varias de sus obras, entre ellas Desnudo (Emma Dupont) (1876), El final de la sentada (1886), Ónfale (1887), Trabajando en mármol, o El artista esculpiendo Tanagra (1890) y Tanagra (1890).
Murió en su taller el 10 de enero de 1904. Se encontraba delante de un retrato de Rembrandt y cerca de su propia pintura La Verdad. A petición propia, se le dio un entierro sencillo, incluso sin flores. Pero la misa de réquiem in memoriam de Gérôme contó con la participación de un expresidente de la República, los políticos más prominentes y muchos pintores y escritores. Fue enterrado en el Cementerio de Montmartre de París, frente a la sentida estatua que había hecho de su hijo Jean, que había muerto en 1891.

## Premios y reconocimientos
Gérôme fue elegido, en su quinto intento, miembro del Instituto de Francia en 1865. Caballero de la Legión de Honor, fue ascendido a oficial en 1867. En 1869 fue elegido miembro honorario de la Real Academia Británica. El Rey de Prusia, Guillermo I, le concedió la Gran Orden del Águila Roja, tercera clase. Su influencia se extendió y era invitado habitual de la emperatriz Eugenia en la corte imperial de Compiègne. Junto con los artistas franceses más eminentes, fue invitado a la inauguración del Canal de Suez en 1869. La Société des Peintres Orientalistes Français (Sociedad de Pintores Orientalistas Franceses), fundada en 1893, nombró a Gérôme presidente honorario. Gérôme fue elegido Miembro Honorario Internacional de la Academia Americana de las Artes y las Ciencias en 1875 y Miembro Internacional de la Sociedad Filosófica Americana en 1895.

## Obras destacadas

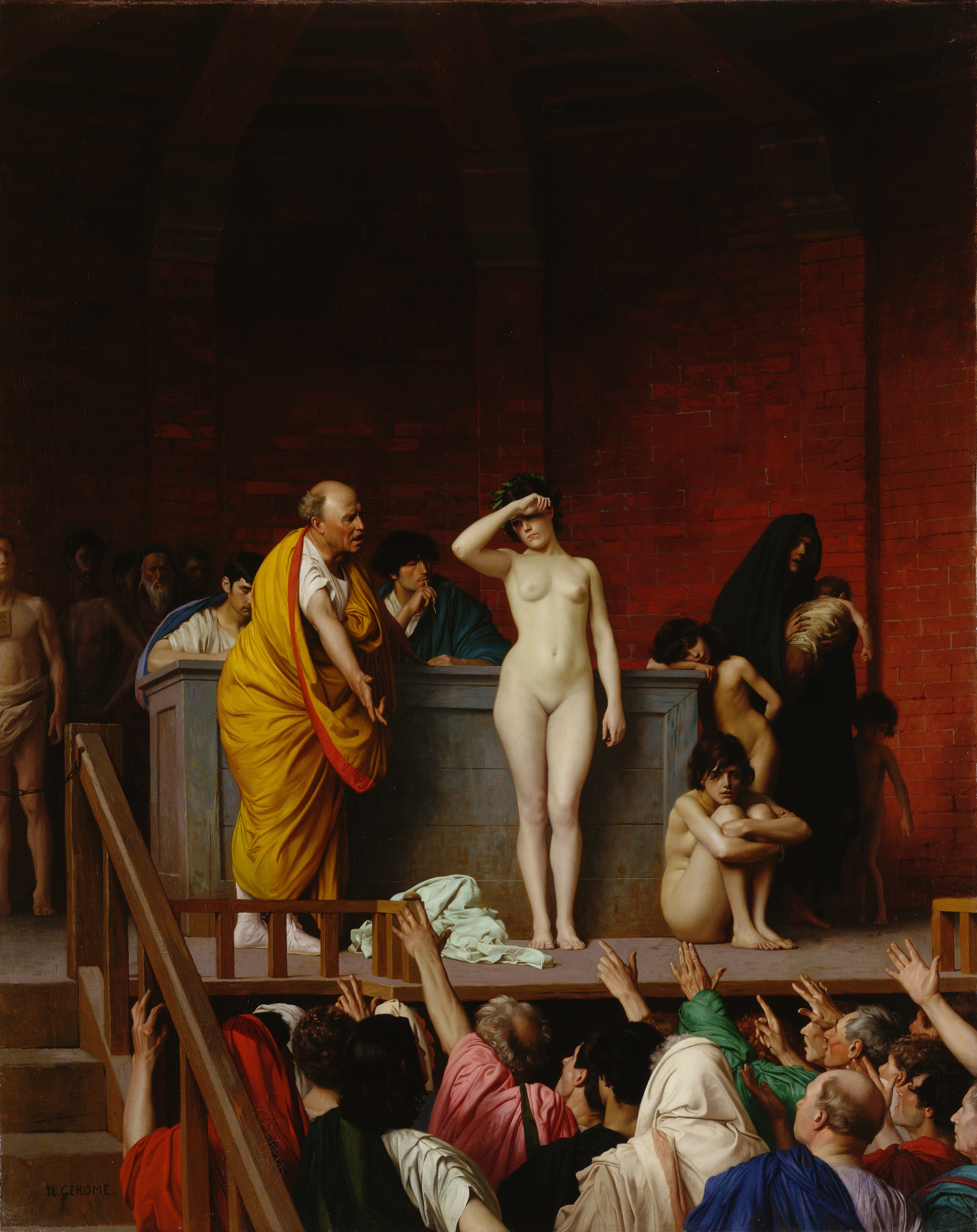
Mercado de esclavos, 1867.

### Pintura
Algunas de las obras más importantes de Gérôme en el ámbito de la pintura incluyen:
- Pelea de gallos (1847)
- Friné ante el areópago (o, "El juicio a Friné") (1861)
- Prisionero turco y carnicero turco (1863)
- Oración (1865)
- Consummatum est (1867)
- El mercado de esclavos'' (1867)
- Excursión al harén (1869)
- Luis XIV y Molière (1863)
- La recepción de los embajadores siameses en Fontainebleau (1865)
- Muerte del mariscal Ney (1868)
- Pollice Verso (en latín: 'pulgar hacia abajo') (1872)
- La verdad saliendo del pozo (1896)

### Escultura
Gérôme también tuvo éxito como escultor. Su primera obra fue una gran estatua de bronce de la celebración de un gladiador con su pie sobre su víctima, que se mostró al público en la Exposición Universal de 1878. Este bronce se basó en el tema principal de su pintura Pollice verso (1872). El mismo año se exhibió una estatua de mármol en el Salón de 1878, inspirada en una de sus primeras pinturas Anacreonte, Baco y Cupido (1848).
Entre sus muchas obras destacan Ónfale (1887) y la estatua de Enrique de Orleans (duque de Aumale) que se encuentra enfrente del Palacio de Chantilly (1899). Empezó a experimentar con diferentes componentes, utilizando para sus estatuas de mármol, elementos de color, como bronce y marfil, con incrustaciones de piedras preciosas y pasta. Su Bailarina se exhibió en 1891. Su Belona (1892), de tamaño natural, hecha de marfil, metal y piedras preciosas, se expuso en la Royal Academy de Londres, atrayendo mucho público. Posteriormente, el artista comenzó una interesante serie de los "conquistadores" forjados en oro, plata y gemas, con obras como Bonaparte entrando en El Cairo (1897), Tamerlán (1898) y Federico el Grande (1899).
Consciente de los experimentos contemporáneos de tintado de mármol (por ejemplo, por John Gibson) produjo Bailarín con tres máscaras (Musée des Beaux-Arts de Caen), que combina el movimiento con el color (exhibida en 1902). Su grupo de color de Pigmalión y Galatea basa su inspiración en representarse a sí mismo en varios cuadros como el escultor que podía convertir mármol en carne, como en la obra Pigmalión y Galatea (1890) (Museo Metropolitano de Arte de Nueva York).

## Influencia

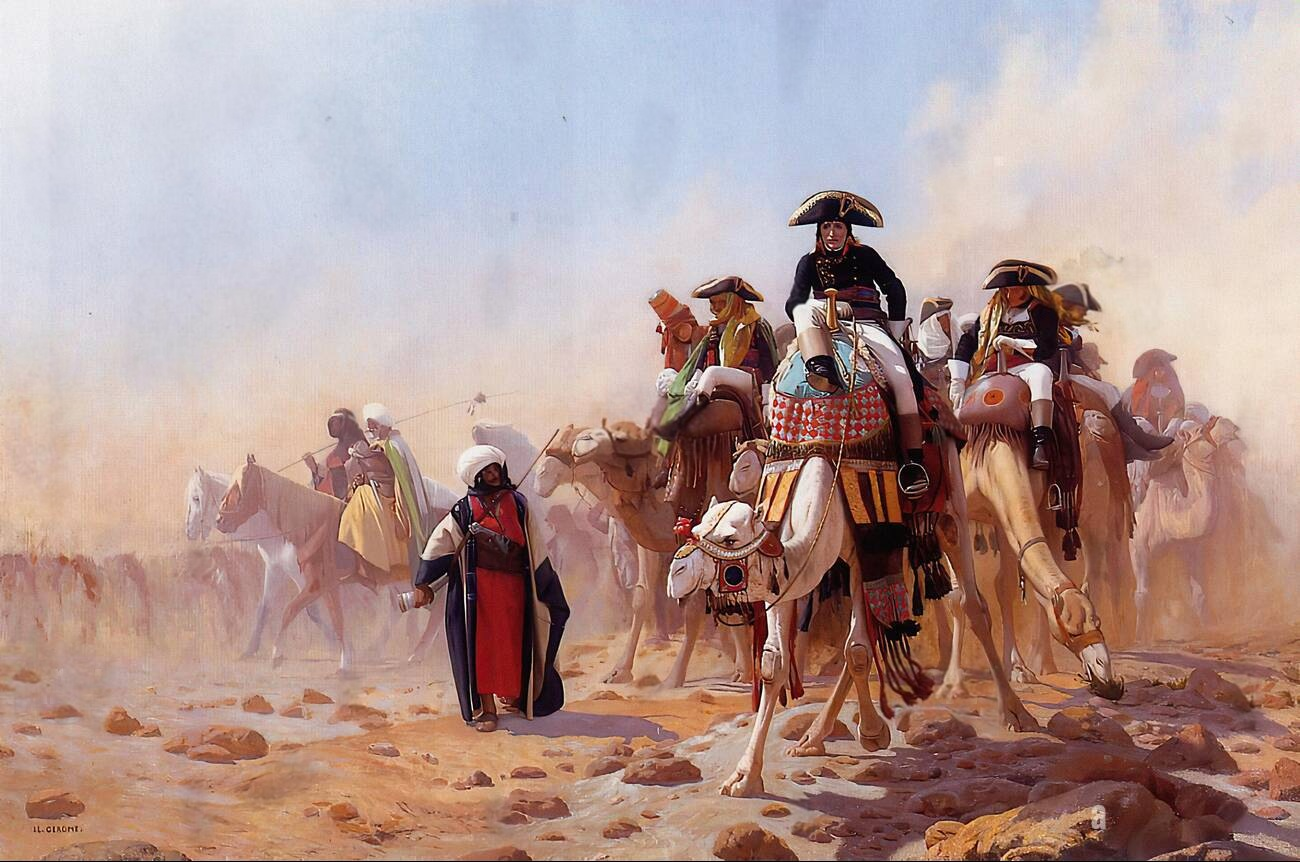
Napoleón y su Plana de Generales en Egipto, 1867.

En 1853, Gérôme se trasladó a la Boîte à Thé, un grupo de estudios de la calle Notre-Dame-des-Champs, París. Con el tiempo, se convertiría en un lugar de encuentro para otros artistas, escritores y actores. George Sand entretenía en el pequeño teatro del estudio a grandes artistas de su tiempo, como los compositores Hector Berlioz, Johannes Brahms y Gioachino Rossini y a los novelistas Théophile Gautier e Iván Turguénev.
Montó un taller independiente en su casa en la calle de Bruselas entre 1860 y 1862.
Fue nombrado como uno de los tres profesores de la Escuela de Bellas Artes. Empezó con dieciséis estudiantes más, que habían venido de su propio estudio. Su influencia fue extensa y era un invitado habitual de la emperatriz Eugenia de Montijo en la Corte Imperial de Compiègne.
Hizo pública su disconformidad con la "moda decadente" del impresionismo, pero la influencia de este estilo comenzó a crecer y se puso de moda. Así, después de la exposición de Édouard Manet en la Escuela en 1884, finalmente admitió que "no era tan malo como pensaba".
Jean-Léon Gérôme intentó mejorar sus habilidades en la pintura La pelea de gallos (1846), llamada también Jóvenes griegos poniendo unos gallos a pelear, un ejercicio académico que representa a un joven desnudo y una joven semicubierta con dos gallos de pelea y en el fondo, la bahía de Nápoles. Presentó esta pintura al Salón de 1847, donde ganó una medalla de tercera clase. Este trabajo fue visto como el epítome del movimiento neogriego que se había formado fuera del estudio de Gleyre (con Henri-Pierre Picon y Jean-Louis Hamon, desde 1824 hasta 1895), y fue defendido por el influyente crítico francés Théophile Gautier.

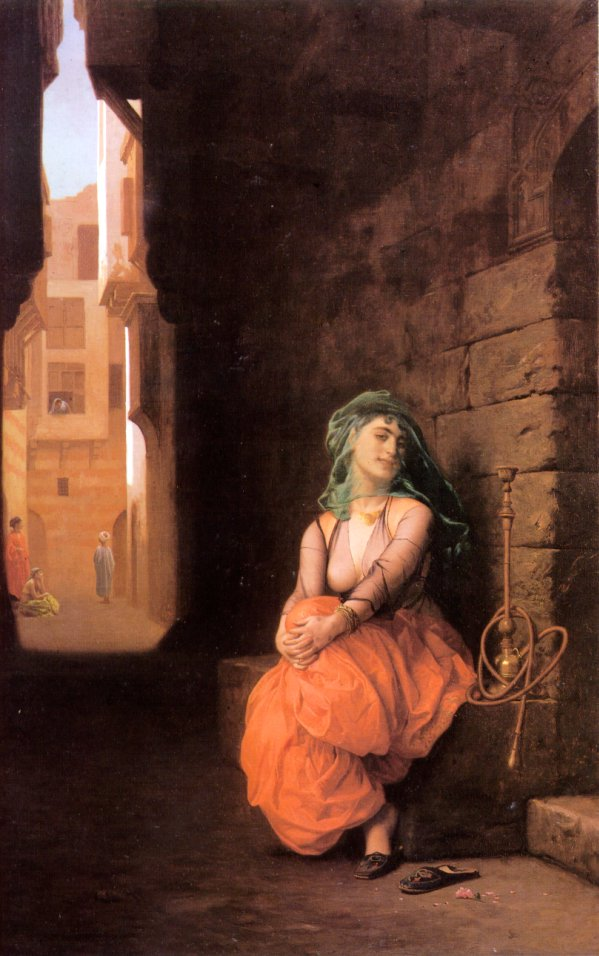
Chica árabe con narguile, 1873.

Gérôme abandonó su sueño de ganar el Premio de Roma y se aprovechó de su repentino éxito. Sus pinturas de La Virgen, el Niño Jesús y San Juan (colección privada) y Anacreonte, Baco y Cupido (Musée des Augustins, Toulouse, Francia) obtuvieron una medalla de segunda clase en 1848. En 1849 se produjeron las pinturas de Miguel Ángel anciano (actualmente en colección particular) y el Retrato de una dama (Musée Ingres, Montauban).
En 1851 decoró un florero, más tarde ofrecido por el emperador Napoleón III de Francia al príncipe Alberto, que ahora forma parte de la Colección Real en el Palacio de St. James, en Londres. Expuso Baco y Amor, borrachos, un Interior griego y Recuerdos de Italia, en 1851; Paestum (1852) e Idilio (1853).
En 1852 Gérôme recibió una comisión presidida por Alfred Emilien (conde de Nieuwerkerke), Superintendente de Bellas Artes en la corte de Napoleón III, que le ofreció pintar un gran lienzo histórico, La Edad de Augusto. En este lienzo, en homenaje a Augusto, se debía combinar el nacimiento de Cristo con las naciones conquistadas. Gracias a un pago inicial considerable, pudo viajar en 1853 a Constantinopla junto con el actor Edmond Got. Este sería el primero de varios viajes a Oriente: en 1854 hizo otro viaje a Turquía y a las orillas del Danubio, donde asistió a un concierto de los reclutas rusos, haciendo música bajo la amenaza del látigo.
En 1854 completó otro encargo importante: la decoración de la Capilla de San Jerónimo en la iglesia de San Severino, en París. Su Última comunión de San Jerónimo para esta capilla refleja la influencia de la escuela de Ingres en sus obras religiosas.
Para la exposición de 1855 contribuyó con sus cuadros Pifferaro, Pastor, Concierto Ruso y La edad de Augusto y el nacimiento de Cristo. Este último causó cierta confusión, pero en reconocimiento a su factura, el Estado lo adquirió. Sin embargo, una pintura modesta, como el Concierto Ruso (también llamada Recreo en el campo), fue más apreciada que sus grandes lienzos.
En 1856 visitó Egipto por primera vez. Esto anuncia el inicio de muchas pinturas orientalistas que representan la religión árabe, escenas de género y paisajes del norte de África.
La reputación de Gérôme aumentó en gran medida en el Salón de 1857 por una colección de obras de carácter más popular: Duelo después del baile de máscaras (Musée Condé, Chantilly), Los reclutas de Egipto cruzando el desierto, Memnón y Sesostris y Camellos abrevando, cuyo dibujo fue criticado por Edmond About.
En 1858 ayudó a decorar la casa en París del príncipe Napoleón José Carlos Bonaparte al estilo pompeyano. El príncipe había comprado el Interior griego (1850), una representación de un burdel también a la manera pompeyana.
En César (1859) Gérôme intentó regresar a una clase más severa de trabajo y la pintura de temas clásicos, pero la imagen no era del interés del público. Friné ante el Areópago, Rey Candaules, Sócrates y Alcibíades se encuentran en casa de Aspasia (1861) dieron lugar a un escándalo debido a los temas seleccionados por el pintor, y atrajeron los ataques amargos de Paul de Saint-Victor y Maxime Du Camp. En el mismo Salón expuso Egipcio segando y Rembrandt grabando un aguafuerte, dos obras de acabado muy minucioso.

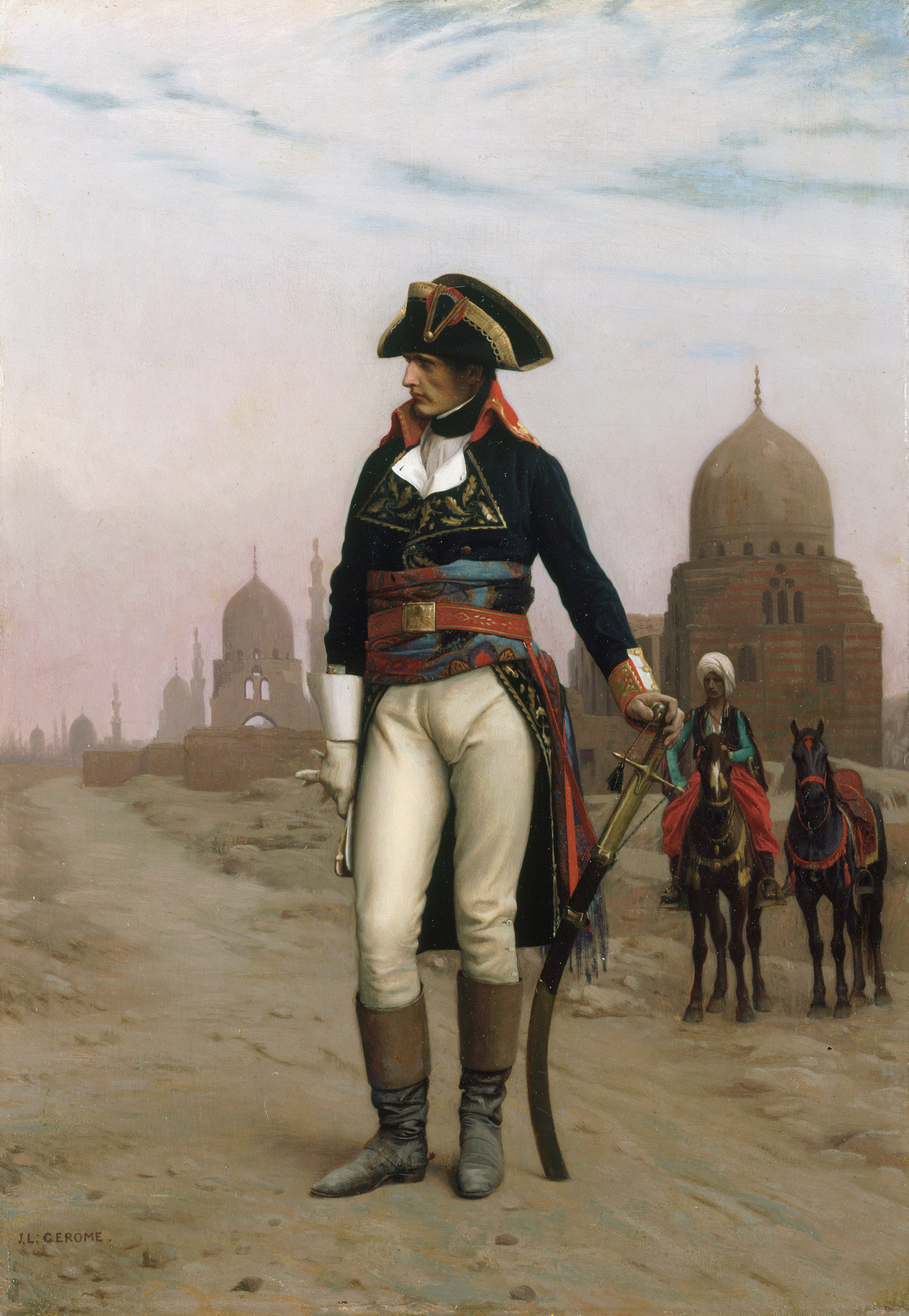
El general Bonaparte en el Cairo, 1863.

El tema de la Muerte de César (1867) se repitió en su lienzo histórico La muerte del mariscal Ney, que se exhibió en el Salón de 1867, a pesar de la presión oficial para retirarla, ya que traía recuerdos dolorosos de las Guerras Napoleónicas al público. Regresó con éxito al Salón en 1874 con su pintura Eminencia gris (Museo de Bellas Artes de Boston). En 1896 pintó La Verdad surgiendo de la oscuridad, un intento de describir "la transparencia de una ilusión". Por lo tanto, acogió con satisfacción el auge de la fotografía como una alternativa a su pintura fotográfica. En 1902 dijo: "Gracias a la fotografía, la Verdad ha salido, por fin, de la oscuridad".

## Reconocimientos y honores
Gérôme fue elegido, en el quinto intento, miembro del Instituto de Francia en 1865. Nombrado Caballero de la Legión de Honor, fue ascendido a oficial en 1867. En 1869 fue elegido miembro honorario de la Academia Real Británica. El rey de Prusia Guillermo I le otorgó la Gran Orden del Águila Roja, de tercera clase. Se había hecho tan famoso, que fue invitado, junto con los artistas franceses más eminentes, a la apertura del Canal de Suez en 1869.

## Discípulos
Algunos de los más destacados fueron:
- Pascal Dagnan-Bouveret
- Georges Ferdinand Bigot
- Aurelio Blasco
- Lecomte du Nouy
- Thomas Eakins
- Delphin Enjolras
- Frank Boggs
- Frederick Arthur Bridgman
- Kenyon Cox
- Dennis Miller Bunker
- William DeLeftwich Dodge
- Wyatt Eaton
- Alexander Harrison
- Robert Lee MacCameron
- Siddons Mowbray
- Aloysius O'Kelly
- Lawton Parker
- Harper Pennington
- William Picknell
- Julius Stewart
- Abbott Handerson Thayer
- Vasili Vereshchaguin
- Douglas Volk
- J. Alden Weir
- Odilon Redon
- Ada Thilen

## Galería

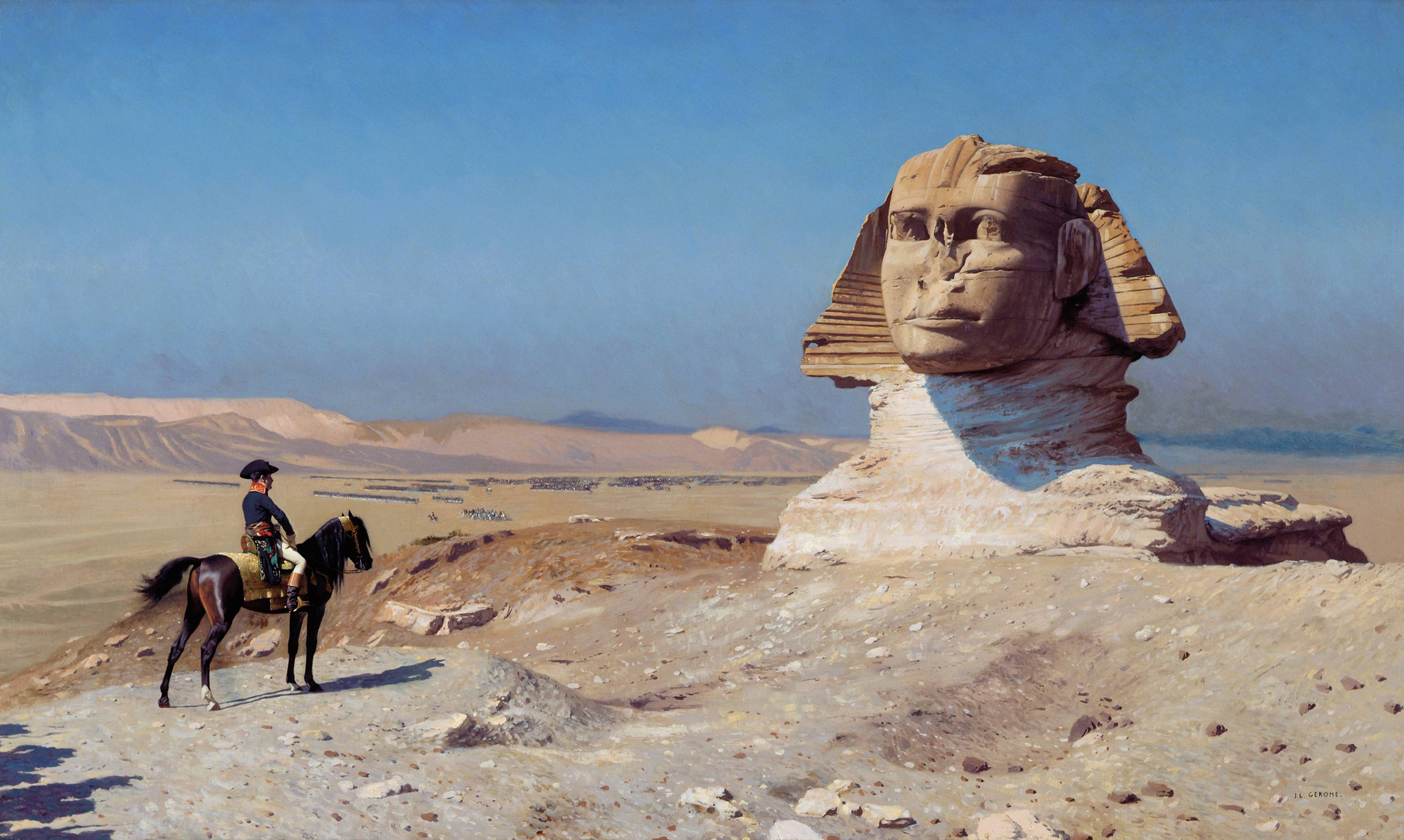
Bonaparte ante la Esfinge, 1867-1868
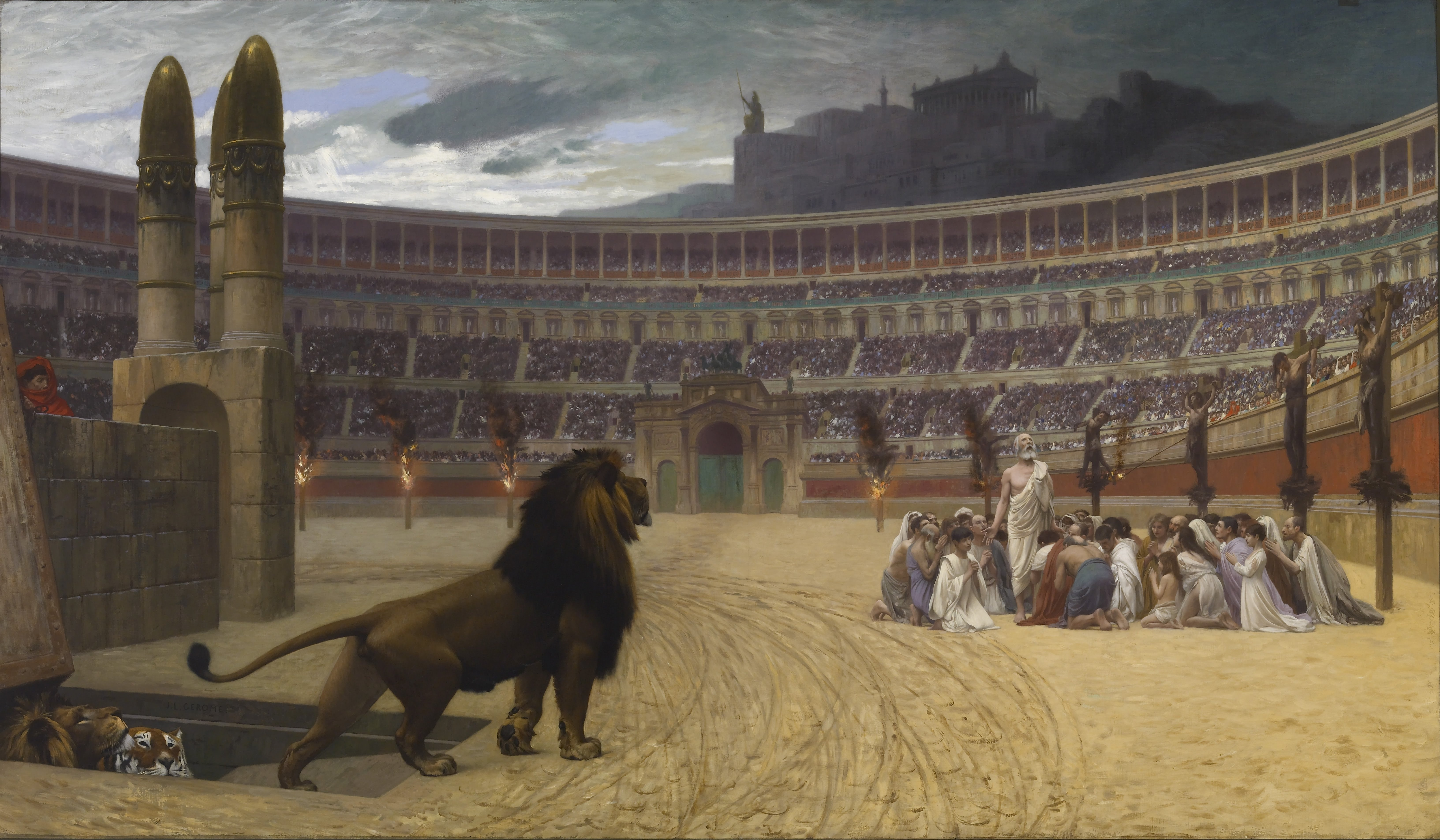
La última oración de los mártires cristianos, 1883
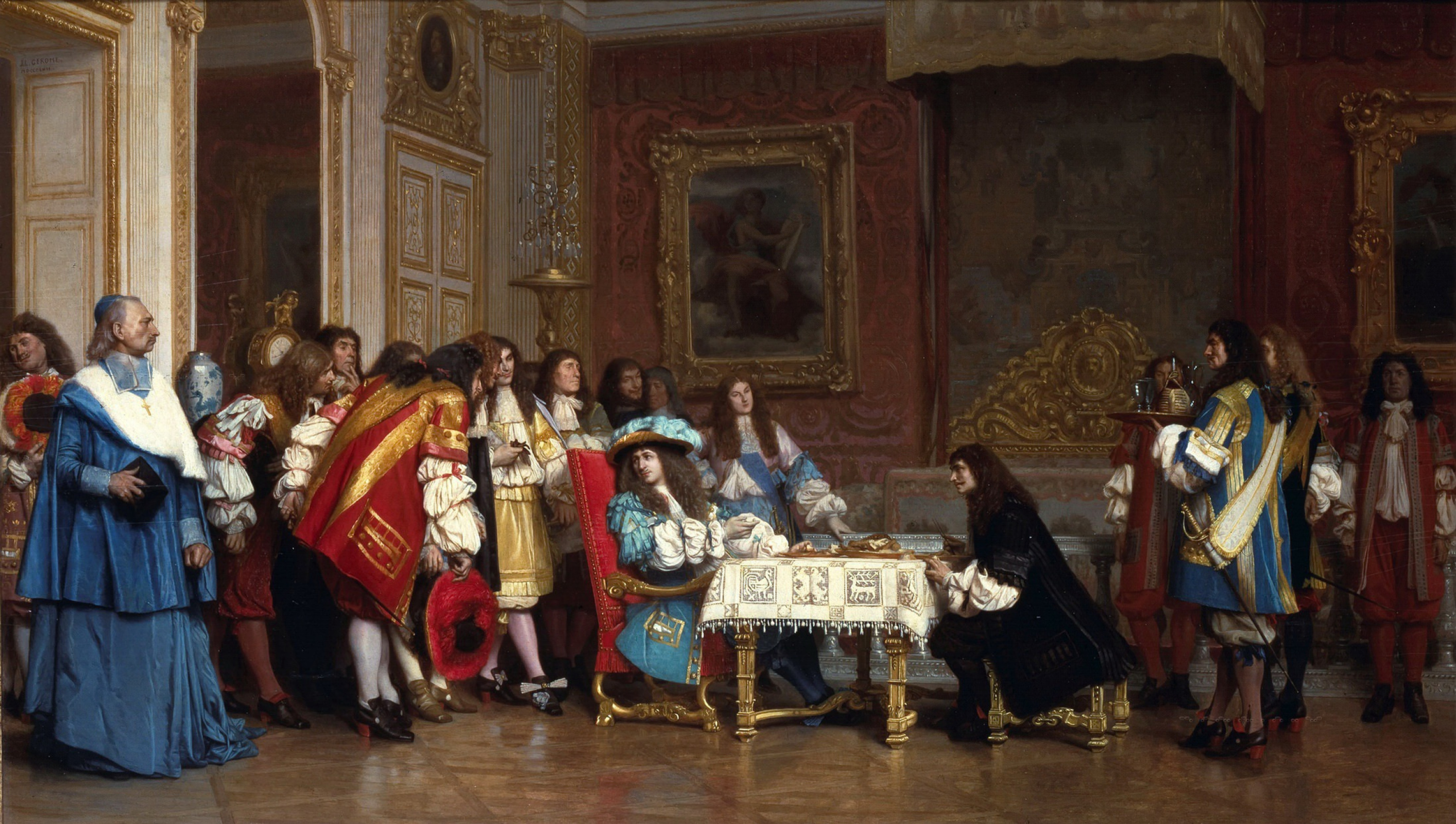
Luis XIV y Moliere, 1862
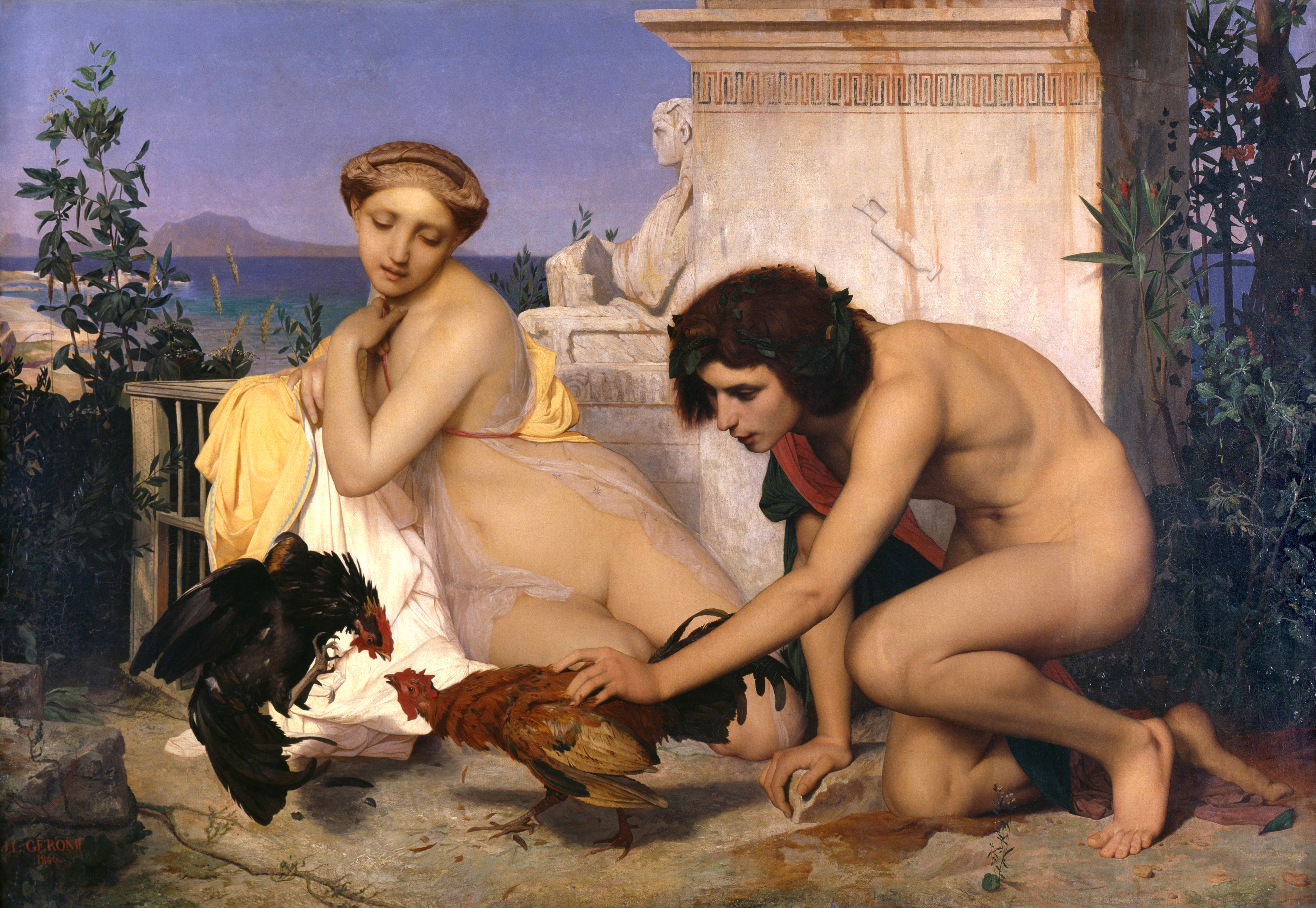
La pelea de gallos, 1846
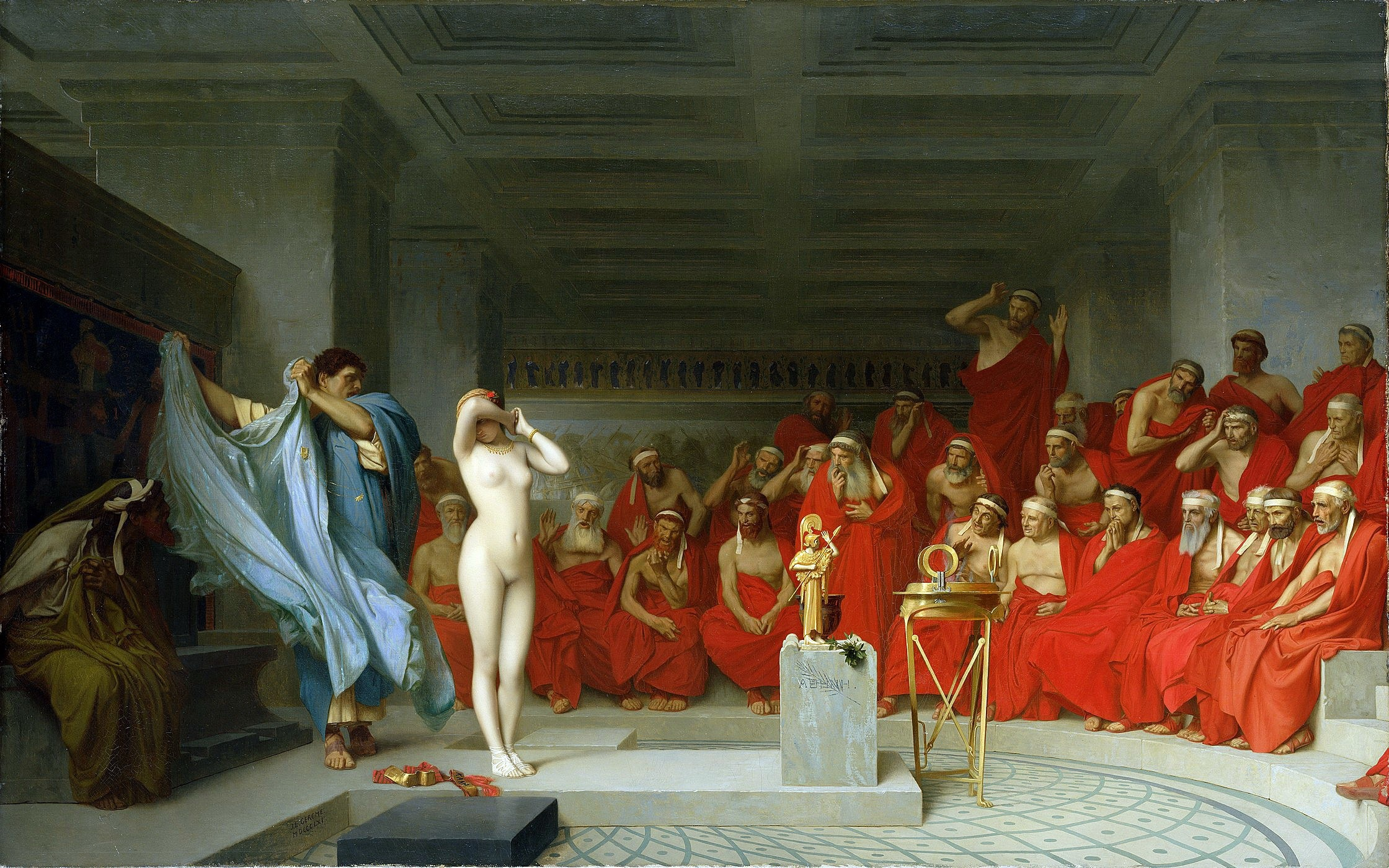
Friné ante el Areópago, 1861
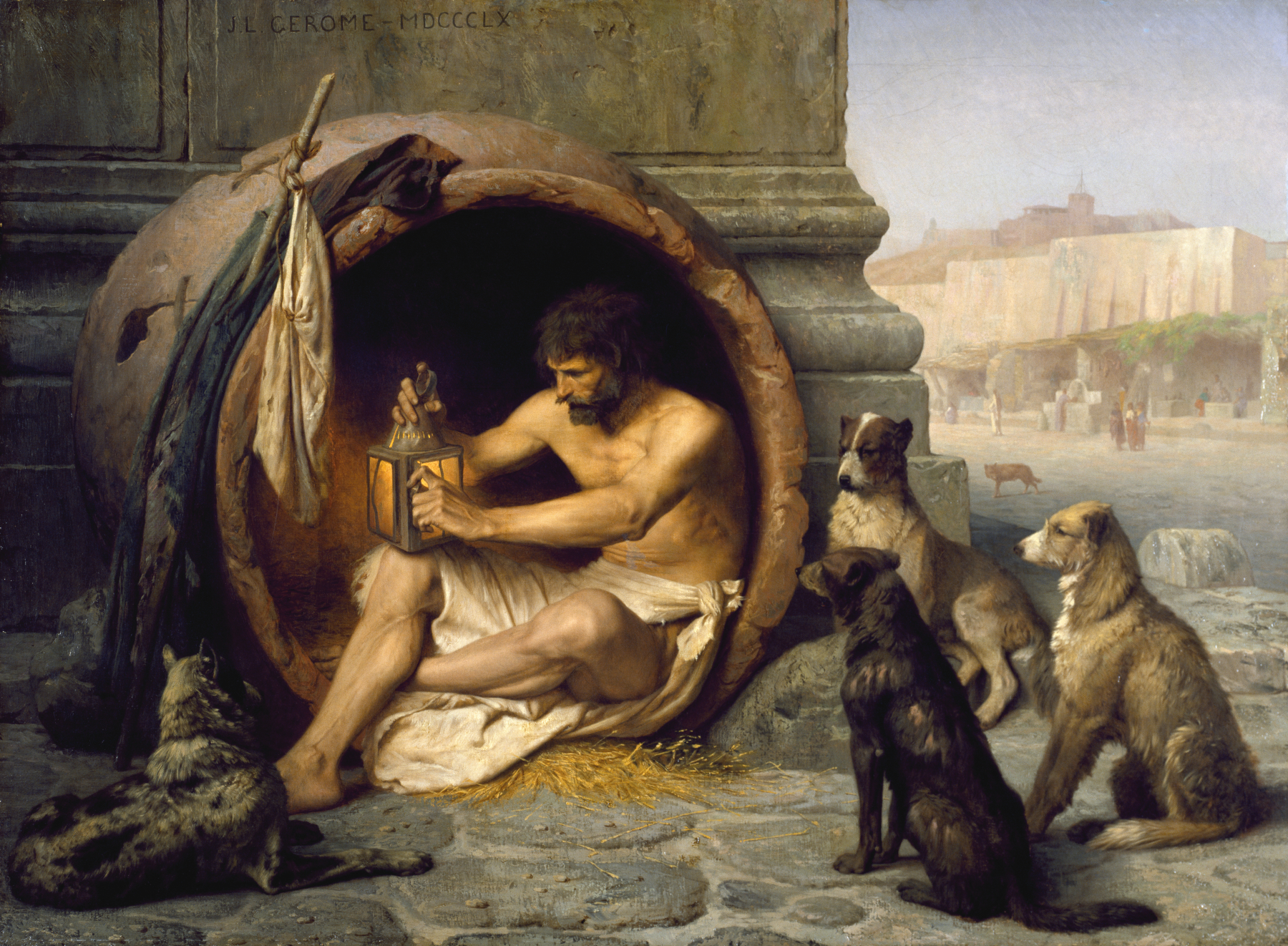
Diógenes, 1860
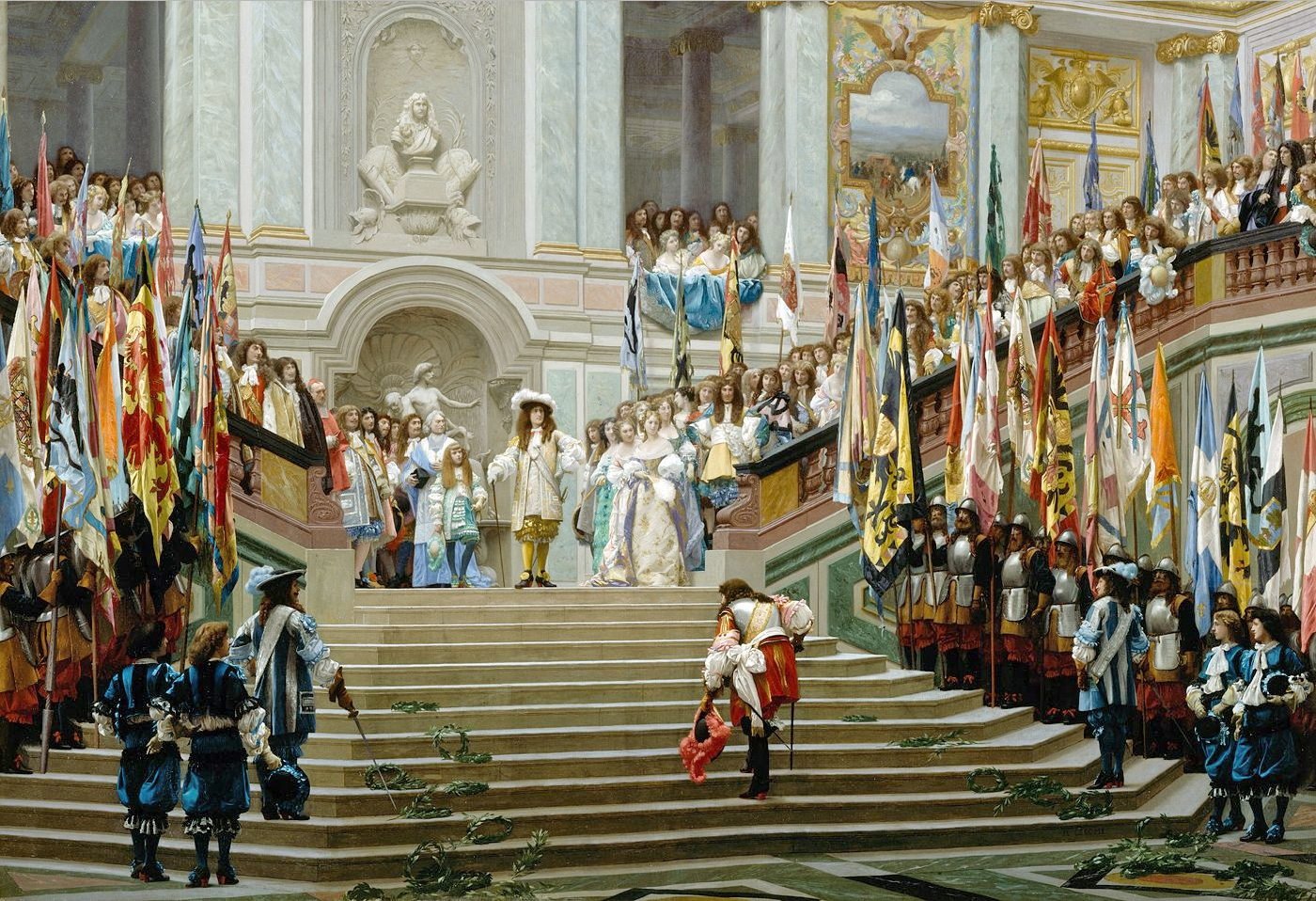
Recepción a El Gran Condé en Versalles, 1878
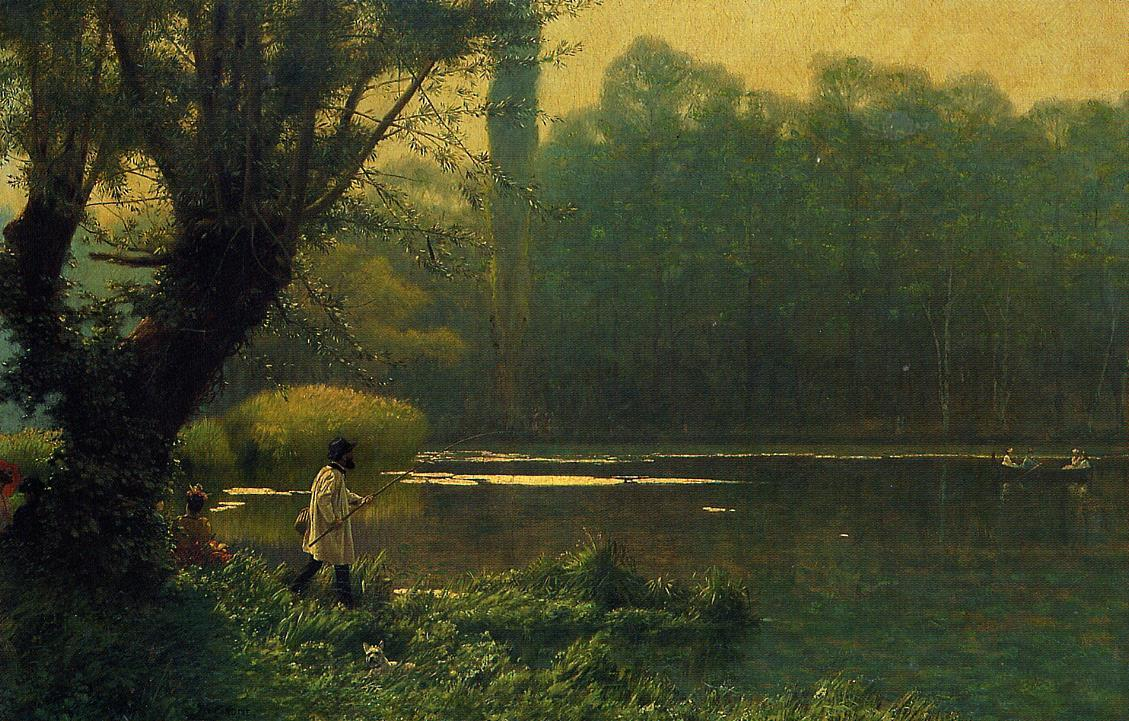
Tarde de verano en un lago, c. 1895
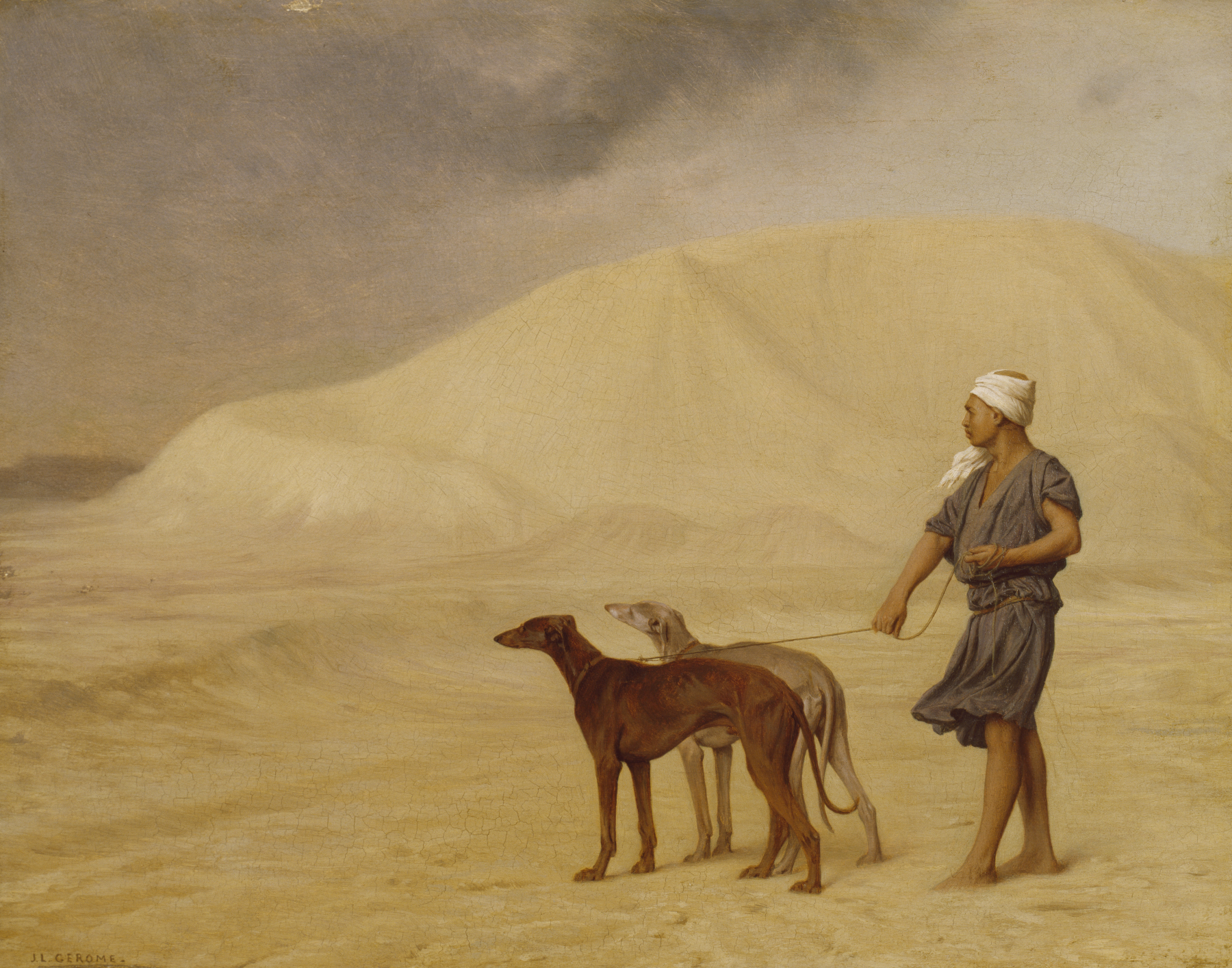
En el desierto, c. 1867
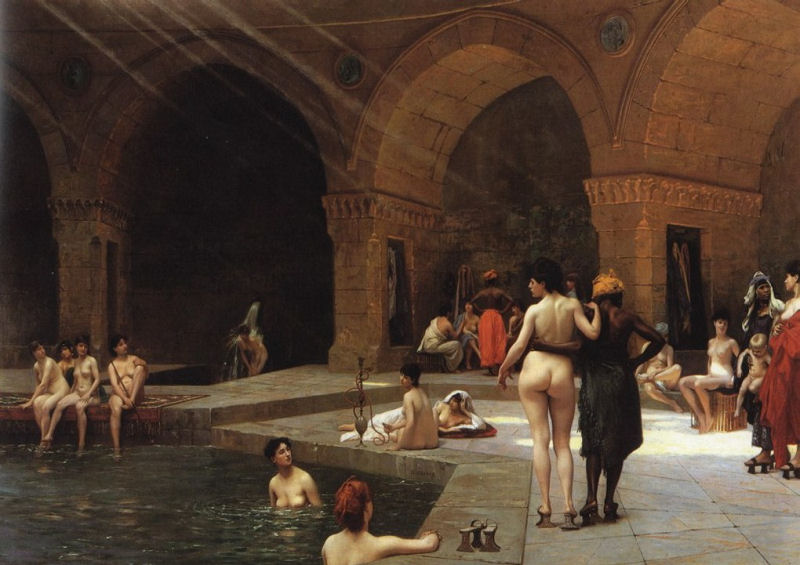
La gran piscina de Bursa, 1885
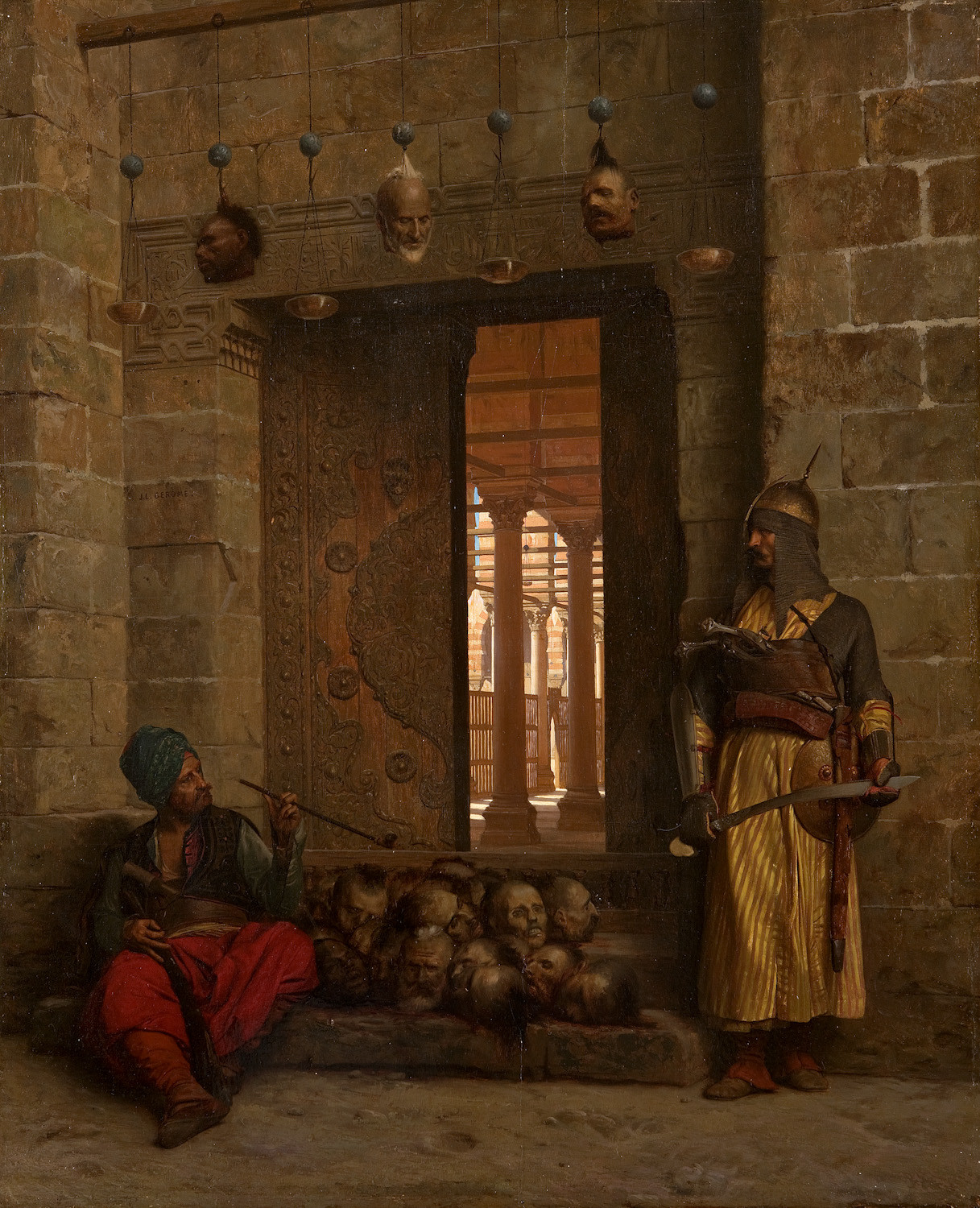
Cabezas de los rebeldes beys en la mezquita de El Hasanein, El Cairo, 1866
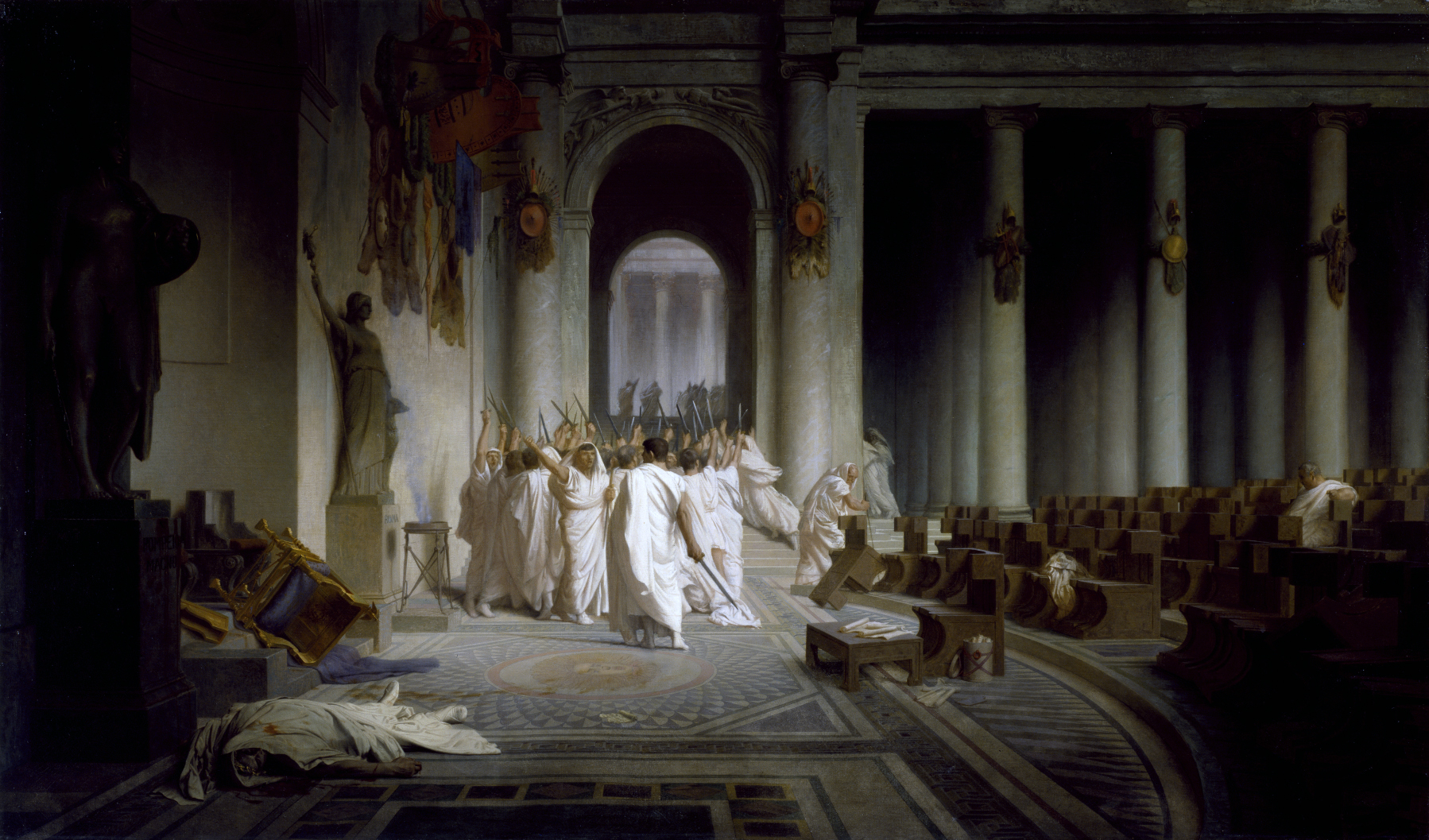
La muerte de César, c. 1867
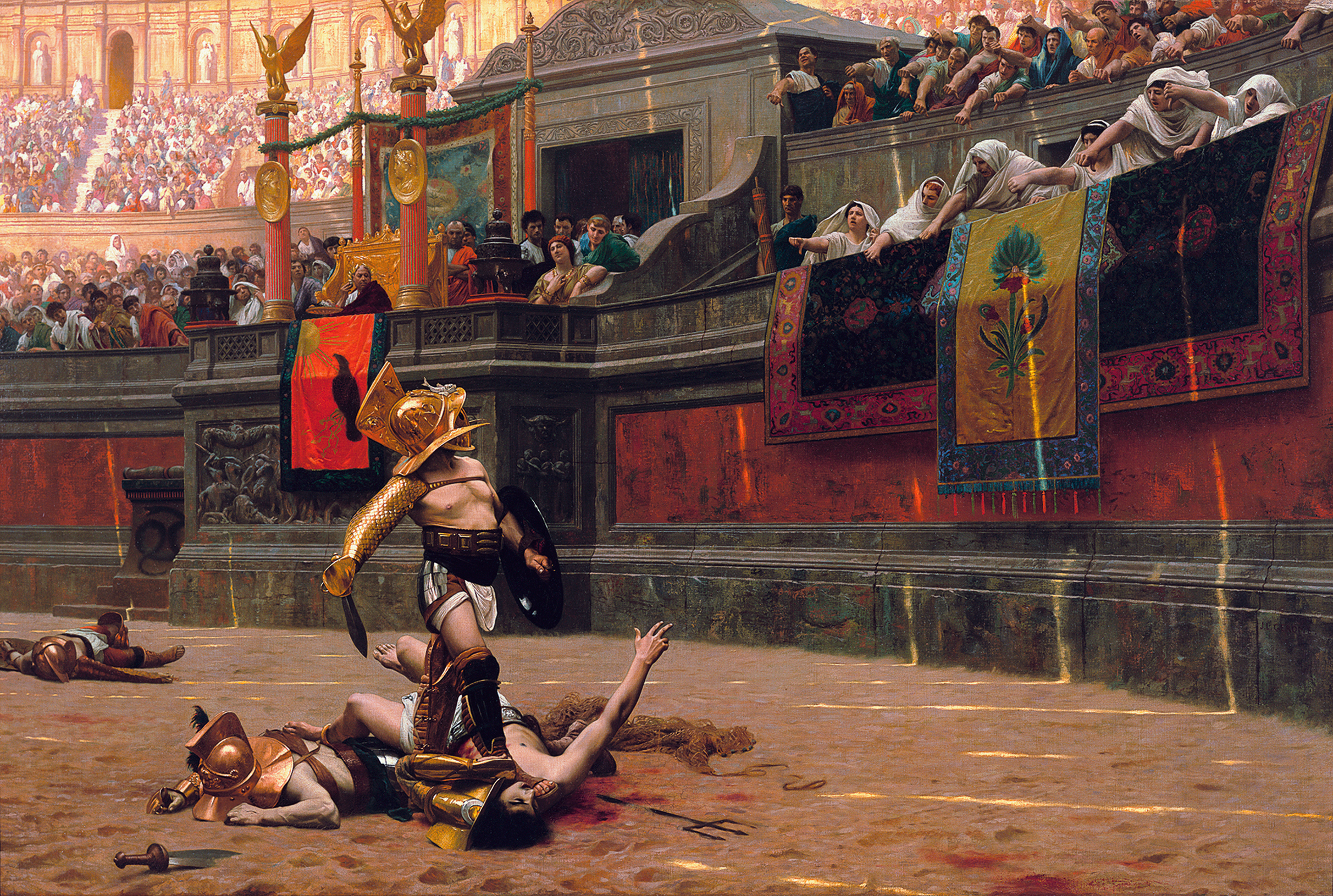
Pollice Verso, 1872
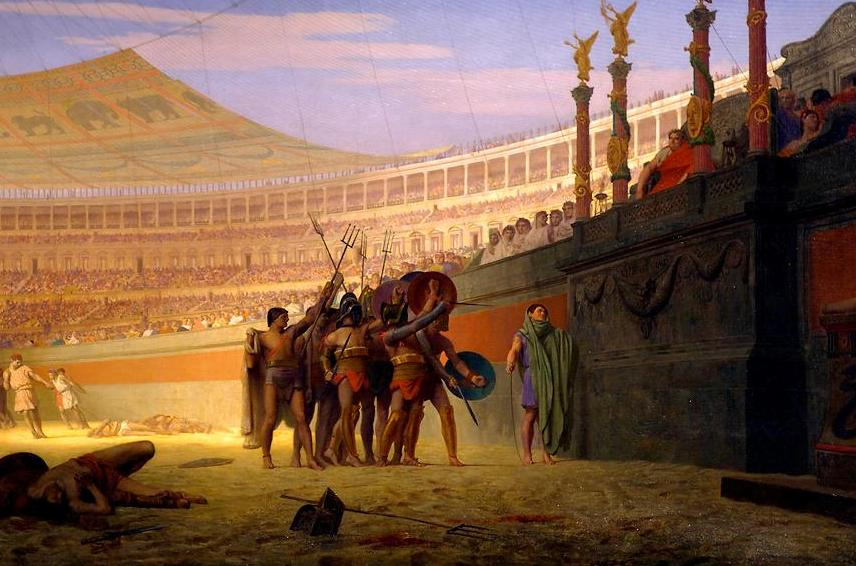
Ave Caesar Morituri te Salutant, de Jean-Léon Gérôme, 1859
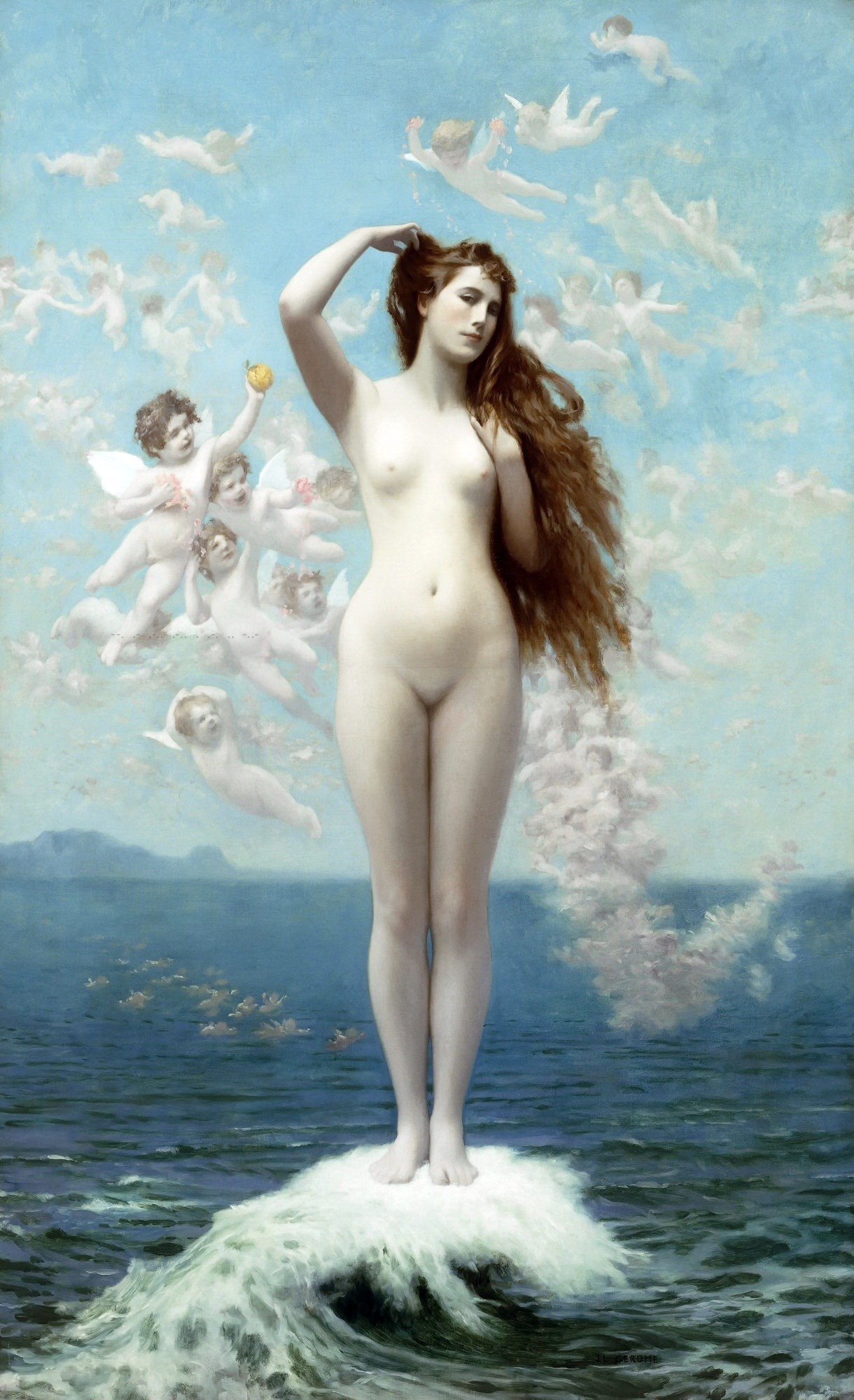
El nacimiento de Venus, 1890
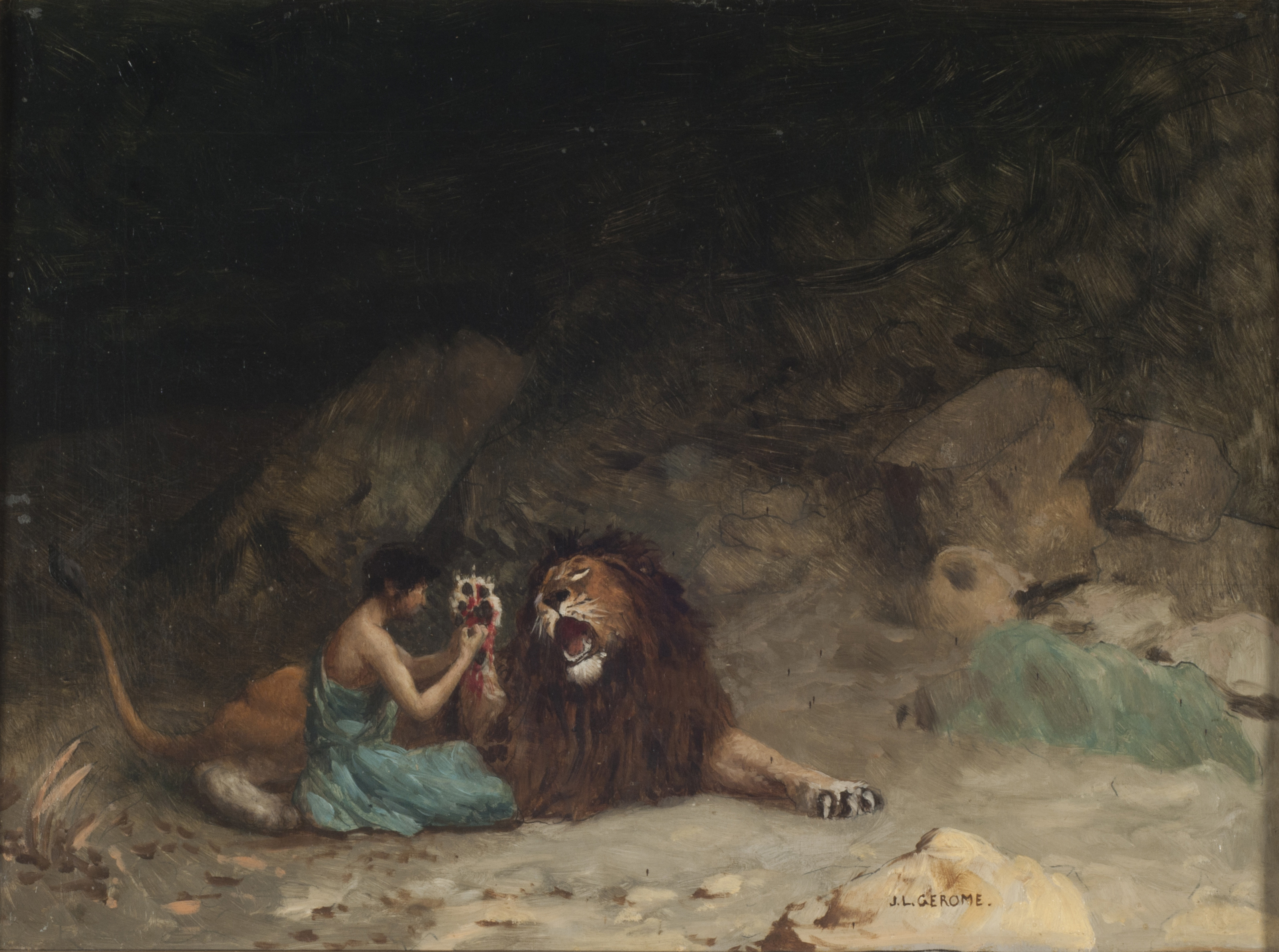
Androcles, c. 1902
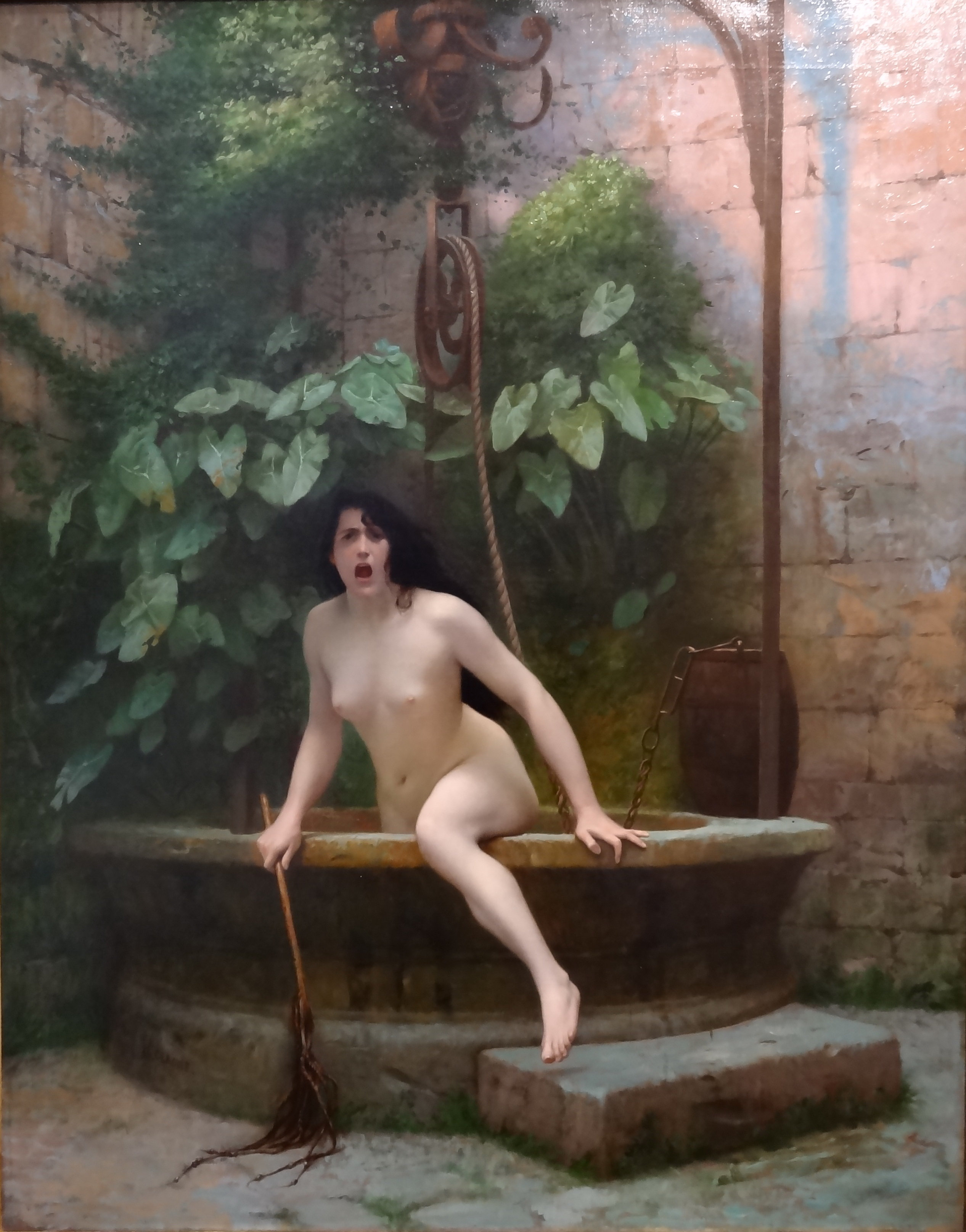
La verdad saliendo del pozo, 1896